# 3594 Scotti
3594 Scotti è un asteroide della fascia principale. Scoperto nel 1983, presenta un'orbita caratterizzata da un semiasse maggiore pari a 2,5330529 UA e da un'eccentricità di 0,0289136, inclinata di 14,62515° rispetto all'eclittica.
L'asteroide è dedicato all'astronomo statunitense James Vernon Scotti .